# Tyrol Team/Saison 2010
Dieser Artikel listet Erfolge und Mannschaft des Radsportteams Tyrol in der Saison 2010 auf.

## Saison 2010

### Erfolge in der Continental Tour
| Datum         | Rennen                                           | Kat. | Fahrer        |
| ------------- | ------------------------------------------------ | ---- | ------------- |
| 12. September | Liechtensteiner Meisterschaft – Einzelzeitfahren | NC   | Daniel Rinner |
| 17. Oktober   | Liechtensteiner Meisterschaft – Straßenrennen    | NC   | Daniel Rinner |

### Zugänge – Abgänge
| Zugänge          | Team 2009 | Abgänge                   | Team 2010 |
| ---------------- | --------- | ------------------------- | --------- |
| Harald Totschnig | Elk Haus  | Fabian Angermaier         | Unbekannt |
| Florian Gaugl    | Neoprofi  | Christian Daum            | Unbekannt |
| Marco Haller     | Neoprofi  | Patrick Ladner            | Unbekannt |
| Andreas Hofer    | Neoprofi  | Georg Steidl (bis 31.07.) | Unbekannt |
| Patrick Konrad   | Neoprofi  |                           |           |
| Marc Obkircher   | Neoprofi  |                           |           |
| Benedikt Ruetz   | Neoprofi  |                           |           |
| Martin Weiss     | Neoprofi  |                           |           |

### Mannschaft
| Name             | Geburtstag         | Nationalität  |
| ---------------- | ------------------ | ------------- |
| Thomas Blassnig  | 18. April 1988     | Österreich    |
| Dominik Brändle  | 1. November 1989   | Österreich    |
| Norbert Dürauer  | 1. Februar 1986    | Österreich    |
| Florian Gaugl    | 8. Januar 1991     | Österreich    |
| Marco Haller     | 1. April 1991      | Österreich    |
| Andreas Hofer    | 8. Februar 1991    | Österreich    |
| Hannes Kapeller  | 29. Mai 1990       | Österreich    |
| Stefan Kirchmair | 12. August 1988    | Österreich    |
| Patrick Konrad   | 13. Oktober 1991   | Österreich    |
| Matthias Krizek  | 29. September 1988 | Österreich    |
| Stefan Mair      | 2. Juni 1990       | Österreich    |
| Marc Obkircher   | 23. Juni 1991      | Österreich    |
| Daniel Rinner    | 11. November 1990  | Liechtenstein |
| Benedikt Ruetz   | 7. August 1991     | Österreich    |
| Mario Schoibl    | 25. Juni 1990      | Österreich    |
| Harald Totschnig | 6. September 1974  | Österreich    |
| Martin Weiss     | 15. April 1991     | Österreich    |
| David Wöhrer     | 14. Februar 1990   | Österreich    |